# ستراشیمیرووو
ستراشیمیرووو (به بلغاری: Strashimirovo) یک منطقهٔ مسکونی در بلغارستان است که در استان وارنا واقع شده‌است.
 ستراشیمیرووو  ۹۴۶ نفر جمعیت دارد.